# Cercidospora anomala
Cercidospora anomala är en lavart som beskrevs av Etayo 2010. Cercidospora anomala ingår i släktet Cercidospora, klassen Dothideomycetes, divisionen sporsäcksvampar och riket svampar.   Inga underarter finns listade i Catalogue of Life.